# Setodes aureomicans
Setodes aureomicans är en nattsländeart som beskrevs av Schmid 1987. Setodes aureomicans ingår i släktet Setodes och familjen långhornssländor. Inga underarter finns listade i Catalogue of Life.